# Mongoose-V
Le Mongoose-V est un microprocesseur durci contre les radiations utilisé par les véhicules spatiaux dont plusieurs sondes spatiales.
Le Mongoose-V est une version du microprocesseur 32 bits MIPS R3000 fonctionnant entre 10  et   15 MHz. Il est développé par l'entreprise américaine Synova, Inc. avec l'aide du Goddard Space Flight Center de la NASA.

## Utilisations
Le premier engin spatial utilisant le Mongoose-V est le satellite de la NASA Earth Observer 1 (EO-1) qui fut lancé en novembre 2000. Deux processeurs équipent EO-1, l'un s'occupant du vol et l'autre de l'enregistrement des données scientifiques. Depuis, d'autres sondes et satellites l'utilisent :
- Wilkinson Microwave Anisotropy Probe (WMAP), une sonde de la NASA lancée en juin 2001 qui étudie le fond diffus cosmologique et dont l'ordinateur de valeur est similaire à EO-1
- Space Technology 5, une série de microsatellites
- CONTOUR, une sonde qui étudie des comètes
- TIMED, un satellite qui étudie l'atmosphère terrestre
- New Horizons, une sonde qui étudie Pluton
- Les observatoires solaires STEREO